# Дом, где останавливался Василий Жуковский
Дом, где останавливался Василий Жуковский  (Дом Петрова) — здание, находящееся в Симферополе по адресу ул. Жуковского, 13. С 1956 года здание имело охранный статус, поскольку предполагалось, что именно в нём останавливался поэт Василий Жуковский в 1837 году. Тем не менее, в 2016 году за неимением конкретных доказательств этого факта, здание утратило охранный статус.

## История

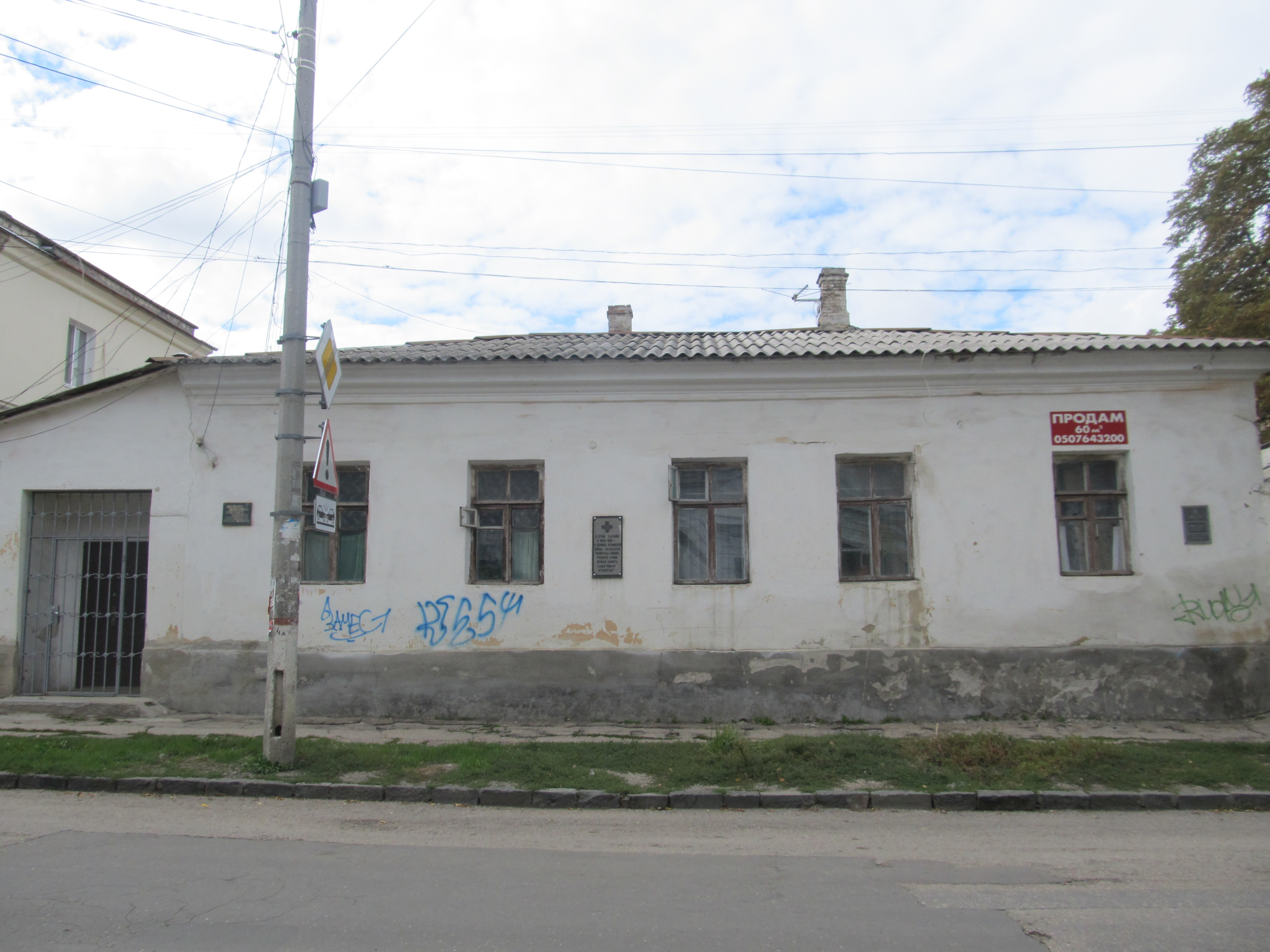
Дом в 2013 году

Поэт Василий Жуковский посетил Симферополь в 1837 году, сопровождая в путешествии по России цесаревича Александра II. Оказавшись в Симферополе 2 сентября 1837 года, Жуковский останавливался в доме надворного советника Михаила Петровича Петрова (род. 1791). Петров служил в Карасубазарской городской полиции и Таврической казённой экспедиции. Занимал должность уездного казначея. В 1828 году стал членом Симферопольской городской думы. С 1837 года — товарищ председатель Таврической палаты гражданского суда.
В 1832 году Петров купил участок земли, который застроил одно-двухэтажными строениями. В собственности его супруги находился каменный дом, где и останавливался Жуковский. В годы Крымской войны (1853—1856) в этом доме размещался один из тыловых лазаретов российской армии. В 1860-х годах здание перешло к таврическому врачебному инспектору и статскому советнику Фёдору Фёдоровичу Брунсу, который также являлся членом Таврической учёной архивной комиссии. После кончины Брунса дом достался его жене — Елизавете Григорьевне Брунс — дочери таврического губернского прокурора Семёна Мартыновича Мейера.
В конце XIX века участок усадьбы был разделён на две части — № 13 и № 15/23 по современной улице Жуковского. В 1891 году дом № 13 достался симферопольскому городскому голове Митрофану Дмитриевичу Ракову, а после его кончины в 1907 году отошёл наследникам. Домом № 15/23 с 1911 года владел симферопольский купец и гласный городской думы Николай Фёдорович Кокинас.
5 марта 1904 года городская дума приняла решение переименовать улицу Садовую в Жуковского. В 1959 году дом № 13 по улице Жуковского получил охранный статус. Тогда же на его фасаде были установлены две мемориальные доски с текстом «В этом здании в сентябре 1837 года жил известный русский поэт Василий Андреевич Жуковский 1783—1852» и «В этом здании в 1854—1856 гг. в период Крымской войны находился госпиталь воинов русской армии. Вечная память защитникам Отчества!». После провозглашения независимости Украины на доме была установлена охранная табличка с текстом на украинском языке: «Дом, в котором в 1837 году жил В. А. Жуковский» (памятник истории).

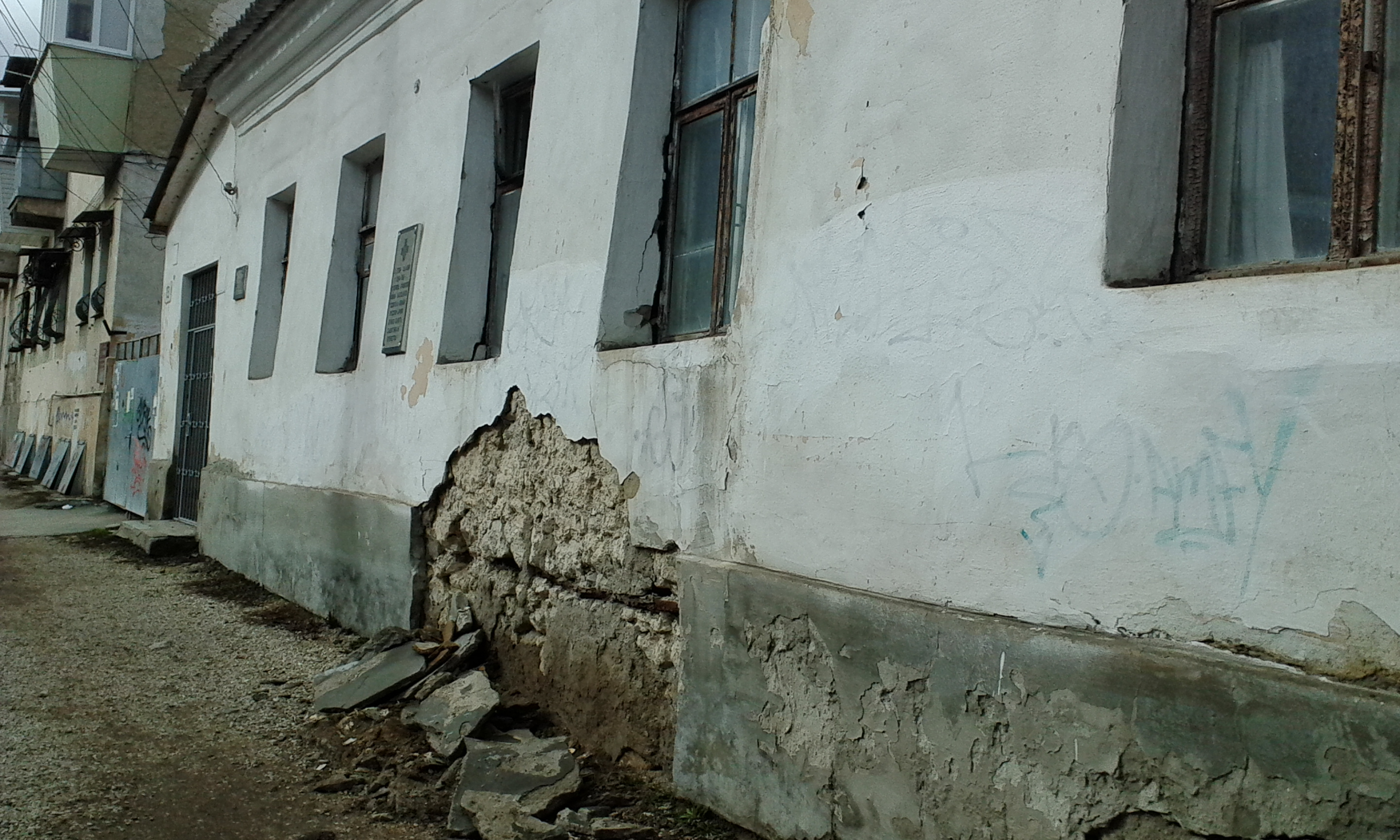
Состояние фасада в 2015 году

По мнению кандидата исторических наук Александра Хливнюка «невозможно с полной уверенностью утверждать, что именно в этом здании [№ 13] останавливался В. А. Жуковский во время своего пребывания в Симферополе». В связи с этим, государственная историко-культурная экспертиза от 15 сентября 2017 года не включила дом № 13 в Единый государственный реестр объектов культурного наследия Российской Федерации.

## Архитектура
Автор и точное время постройки одноэтажного здания неизвестно. Предположительно, здание было построено в XIX веке. Стены выполнены из ракушечника. Фасад штукатурен и окрашен. Многоскатная кровля покрыта волнистым асбошифером. В настоящий момент здание является многоквартирным домом. Находится в аварийном состоянии. Дом поделён на 22 комнаты. Общая площадь — 396 квадратных метра.